# Phil Goss
Philip Alexander "Phil" Goss (nacido el 7 de abril de 1983 en Temple Hills, Maryland, Estados Unidos) es un exjugador y entrenador estadounidense de baloncesto.

## Trayectoria deportiva
Goss es un experto jugador en posiciones exteriores, capaz tanto para jugar de base como de escolta. Después de jugar en la Drexel University, Goss puso rumbo a Holanda en la 05/06, sus magníficos números en el Bergen con 19.4 puntos, 3.4 asistencias y 3.1 recuperaciones, le puso en la órbita de muchos equipos del mercado europeo. Jugó un año en el Beykozspor turco y al año siguiente en el Ashkelon israelí y el Koszalin polaco. 
En la 08/09 ficha por el Rimini de la Lega Due, donde tuvo una actuación muy destacada con 17.6 puntos y 3.8 asistencias. 
Al año siguiente ficha por otro Lega Due, el Pompeya y se convierte en una estrella de la competición con 21.2 puntos por encuentro. Sus actuaciones en la segunda división no pasaron por alto en la serie A y en la 10/11 ficha por el Cimberio Varese. Goss no nota una gran diferencia a pesar de cambiar a una categoría superior y juega a un gran nivel con 14.8 puntos y 3.8 asistencias. 
En 2011 inicia la temporada en el Villeurbanne francés para en mitad de temporada volver al Varese con 12.3 puntos y 3.8 asistencias por encuentro.
En 2012, la Virtus Roma confirma el fichaje del base, donde fue uno de los líderes del equipo romano y que promedió 12.9 puntos, 3.4 rebotes y 2.7 asistencias.
En 2014, firma por el Reyer Venezia Mestre.